# Americo Ferreira dos Santos Silva
Americo Ferreira dos Santos Silva, portugalski rimskokatoliški duhovnik, škof in kardinal, * 16. januar 1829, Porto, † 21. januar 1899, Porto.

## Življenjepis
26. septembra 1852 je prejel duhovniško posvečenje.
26. junija 1871 je bil imenovan za škofa Porta; 10. septembra istega leta je prejel škofovsko posvečenje.
12. maja 1879 je bil povzdignjen v kardinala in imenovan za kardinal-duhovnika Ss. Quattro Coronati.